# 日出 (1927年電影)
《日出》（英語：Sunrise: A Song of Two Humans）是由德国导演F·W·穆瑙执导的一部美國默片，於1927年上映。這是首部在劇中插入音樂的電影，並且贏得了第1屆奧斯卡金像獎的藝術作品獎。電影被收入國家電影登記部，並且被選入AFI百年百大電影。